# Episodi di Yakkity Yak
La prima stagione della serie animata Yakkity Yak, composta da 26 episodi (52 segmenti), è stata trasmessa in Canada da Teletoon dal 9 novembre 2002 al 12 dicembre 2003.
In Italia la stagione è stata trasmessa dal 1° giugno 2005 su Nickelodeon e da novembre 2011 su Nick Jr..
| nº  | Titolo originale              | Titolo italiano                  | Prima TV USA     | Prima TV Italia |
| --- | ----------------------------- | -------------------------------- | ---------------- | --------------- |
| 1a  | Hypnotic Yak                  |                                  | 9 novembre 2002  | 1º giugno 2005  |
| 1b  | As the Worm Turns             |                                  | 9 novembre 2002  | 1º giugno 2005  |
| 2a  | The Yak and the Hat           | Il cappello di Yak               | 2002             | 2005            |
| 2b  | Cowinator                     | Sfida all'ultimo filo d'erba     | 2002             | 2005            |
| 3a  | 3 Cheers for Penelope         |                                  | 2002             | 2005            |
| 3b  | My Dad the Robot              |                                  | 2002             | 2005            |
| 4a  | A Tree Grows in Onion Falls   |                                  | 2002             | 2005            |
| 4b  | Spring Cleaning               |                                  | 2002             | 2005            |
| 5a  | Dial-a-Yak                    |                                  | 2002             | 2005            |
| 5b  | Darn-It Dog                   |                                  | 2002             | 2005            |
| 6a  | Yakstravaganza                |                                  | 2002             | 2005            |
| 6b  | Curly Top                     | Ricciolo impazzito               | 2002             | 2005            |
| 7a  | I Want My Yak TV              |                                  | 2002             | 2005            |
| 7b  | Election Dysfunction          | Elezioni e complicazioni         | 2002             | 2005            |
| 8a  | And That's the Weather        |                                  | 2002             | 2005            |
| 8b  | Pineapple Upside-Dead Cake!   |                                  | 2002             | 2005            |
| 9a  | A Yak and His Fish            |                                  | 2002             | 2005            |
| 9b  | Regarding Chuck               |                                  | 2002             | 2005            |
| 10a | Double Double Oil and Trouble | Gioco di squadra                 | 2002             | 2005            |
| 10b | High Fashion Yak              | Yak, il grande stilista          | 2002             | 2005            |
| 11a | Nerds Are People Too          | Anche i secchioni hanno un'anima | 2002             | 2005            |
| 11b | The 10% Solution              | Soluzione al 10%                 | 2002             | 2005            |
| 12a | National Day Of Yakking       |                                  | 2002             | 2005            |
| 12b | Fairy Yakkity                 |                                  | 2002             | 2005            |
| 13a | 3 Minutes and Funny           |                                  | 2002             | 2005            |
| 13b | Nature Calls                  |                                  | 2002             | 2005            |
| 14a | Fount Onion                   |                                  | ?                | 2005            |
| 14b | Ice Scream, You Scream        | Voglia di gelato                 | ?                | 2005            |
| 15a | Cabin Fever                   |                                  | ?                | 2005            |
| 15b | Due Back Tomorrow             |                                  | ?                | 2005            |
| 16a | End of the Line               |                                  | ?                | 2005            |
| 16b | House Sitters                 |                                  | ?                | 2005            |
| 17a | Teacher's Pet                 | Il cocco della maestra           | ?                | 2005            |
| 17b | Yakeo                         | Yakeo                            | ?                | 2005            |
| 18a | Sharing Bear                  |                                  | ?                | 2005            |
| 18b | Lucky Undies                  |                                  | ?                | 2005            |
| 19a | Techno Prisoners              |                                  | ?                | 2005            |
| 19b | It's a So-So Life             |                                  | ?                | 2005            |
| 20a | Camp Onion                    |                                  | ?                | 2005            |
| 20b | Snow Biz                      |                                  | ?                | 2005            |
| 21a | The Fan                       |                                  | ?                | 2005            |
| 21b | From Boom to Bust             |                                  | ?                | 2005            |
| 22a | Rondo Reversal                |                                  | ?                | 2005            |
| 22b | The Damage is Done            |                                  | ?                | 2005            |
| 23a | My Fair Crazyhair             |                                  | ?                | 2005            |
| 23b | Practically Funny             |                                  | ?                | 2005            |
| 24a | Onion Falls Most Wanted       |                                  | ?                | 2005            |
| 24b | Blue Rinse Test               |                                  | ?                | 2005            |
| 25a | Daddy Uh-Oh                   | Ah, oh papà                      | ?                | 2005            |
| 25b | Yaks a Plenty                 | Mille e uno Yakkity              | ?                | 2005            |
| 26a | Home School                   |                                  | 12 dicembre 2003 | 2005            |
| 26b | The Onion Falls 500           |                                  | 12 dicembre 2003 | 2005            |